# Lernen mit bewegten Bildern
Das Lernen mit bewegten Bildern kann eine Möglichkeit für Pädagogen darstellen, Lernenden gute, visualisierte, aufbereitete Informationen zu einem bestimmten Themenfeld in Form von Erklärvideos zur Verarbeitung zuzuführen, um mit diesen auf ein bestimmtes Lernziel hin zu arbeiten. Erklärvideos sind kurze Filme, meist aus Eigenproduktion, in denen Inhalte und Sachverhalte definiert und/oder erklärt werden. Beispielsweise kann erklärt werden, wie etwas funktioniert. Oder es können abstrakte Konzepte und Zusammenhänge mit Hilfe von bewegten (oder auch statischen) Bildern veranschaulichend dargestellt werden.
Lernen durch bewegte Bilder kann Lernenden mehr Lernfreude bereiten und gleichzeitig dem Lernprozess mehr Effizienz verleihen.
Sinnesorgane wie „Augen und Ohren“ nehmen in ihrem Zusammenspiel in gewohnter Weise Informationen auf und geben sie als „reale Eindrücke“ an das Kurzzeitgedächtnis weiter.
Die negativen Einflüsse durch Fernsehen sind unbestritten und wurden auch durch viele Untersuchungen untermauert. Der gleiche Wirkmechanismus kann im E-Learning für bewusstes und verantwortetes Lernen eingesetzt werden.
Mit der Sozialkognitiven Lerntheorie von Albert Bandura wurde ein didaktisches Modell entwickelt, das zeigt, wie Lernen durch Beobachtung gelingen kann. Dabei wurde festgestellt, dass das Vorbild gar nicht physisch vorhanden sein muss. Eine gestaltete Sequenz (Szene mit Schauspielern) erreicht denselben Effekt.
Gestaltete audiovisuelle Sequenzen
- erwecken durch Bewegung erhöhte Aufmerksamkeit
- wecken durch die Wirkung von Farben, Musik, Geräusche und Tonlagen Emotionen
- können durch den berühmten „roten Faden“ eine Dramaturgie und Logik erzeugen die als echtes Leben empfunden wird
- können eine Situation laut Drehbuch so gestalten, wie sie in Reinform nur sehr wenigen Menschen passieren würde.